# ایگور ننزیچ
ایگور ننزویچ (به انگلیسی: Igor Nenezić) یک بازیکن فوتبال اهل اسلوونی است، که برای باشگاه فوتبال راه‌آهن بازی می‌کند.